# ニシカワ醇
ニシカワ 醇（ニシカワ じゅん、3月14日生）は、和歌山県出身の漫画家、イラストレーター。代表作は『FLY』、『王様のオーパーツ』。
以前は西川 ジュンや、本名である西川 淳をペンネームに使用していた。また、成人漫画では西川孔人のペンネームで活動している。

## 人物概要
- 18歳で和歌山から上京。矢口高雄に師事し、矢口プロダクションにて四年半のアシスタント修行を行う。1997年『ホラーM』に「西川ジュン」としてデビュー。その後ホラー系雑誌を中心に活動。2002年TVドラマ『Trick』の漫画版を執筆。2006年、『週刊少年チャンピオン』にて初の週刊連載を勝ち取る。
- 2012年に『別冊少年チャンピオン』で『しこたま』の連載を開始したを機に、ペンネームを本名の「西川淳」から「ニシカワ醇」に変更。
- 漫画、アニメ、散歩、食事（特にラーメン）、動物（特に鳥と犬）が好き。
- 既婚

## 西川ジュン名義

### 作品リスト(西川ジュン)
- 「FLY」（ぶんか社 ホラーM）

### コミックス(西川ジュン)
後に、オフィス漫によって「血液少女」「FLY」、ビーグリーによって「ジュン生」が電子書籍化した。なお、電子書籍版は全て西川淳名義に変更。
- 「血液少女」（ぶんか社 ぶんか社コミックス ホラーMシリーズ）※短編集
- 「FLY」全2巻（ぶんか社 ぶんか社コミックス ホラーMシリーズ）  - 電子書籍版は全5巻
- 「ジュン生」（リイド社 SPコミックス）※短編集

## 西川淳名義

### 作品リスト(西川淳)
- 「わてら祟られ三姉妹」（角川書店 ザ・ホラー）
- 「ECTO」（秋田書店 サスペリア）
- TVドラマ「TRICK」漫画版（監修：堤幸彦、原作：蒔田光治・林誠人、角川書店 ミステリーDX）
- 「王様のオーパーツ」（秋田書店 週刊少年チャンピオン）
- 「ランダムフライ」（メディアファクトリー コミックフラッパー）
- 「寺田屋事件」（PHP研究所 「坂本龍馬とBAKUMATSU」内の読み切り作品）

### コミックス(西川淳)
- 「Trick the comic」（角川書店）
- 「Trick2 the comic」（角川書店）
- 「FLY-とんでもテレポートガールユミ-」（ぶんか社 ぶんか社コミックス）
- 「王様のオーパーツ」（秋田書店 少年チャンピオンコミックス）
- 「ランダムフライ」(メディアファクトリー MFコミックス フラッパーシリーズ)

### イラストレーション(西川淳)
- 萌えて覚えるシリーズ（PHP研究所）

## ニシカワ醇名義

### 作品リスト(ニシカワ醇)
- しこたま（秋田書店 別冊少年チャンピオン）
- デッド・フラッグ（原作：holico、スクウェア・エニックス マンガUP!）
- 魔剣の弟子は無能で最強!～英雄流の修行で万能になれたので、最強を目指します～（原作：ふか田さめたろう・植田亮、スクウェア・エニックス マンガUP!）

### コミックス(ニシカワ醇)
- しこたま全3巻（秋田書店 少年チャンピオンコミックス）
- デッド・フラッグ全4巻（スクウェア・エニックス ガンガンコミックスUP!）
- 魔剣の弟子は無能で最強!～英雄流の修行で万能になれたので、最強を目指します～既刊7巻（スクウェア・エニックス ガンガンコミックスUP!）

## 西川孔人名義

### 作品リスト(西川孔人)
- 「人妻うずき」(GO★BOOKS)
- 「人妻もだえ〜る」(GO★BOOKS)
- 「いもうと調教」(GO★BOOKS)
- 「青春18禁きっぷ」(GO★BOOKS)
- 「人妻流出〜痴態動画配信中」(GO★BOOKS)
- 「人妻愛玩プレイ」(GO★BOOKS)
- 「女子大生えっち〜面接で●●●」(GO★BOOKS)

### コミックス(西川孔人)
- 「天使の缶詰」(実業之日本社)

## 師匠
- 矢口高雄